# John Vanderlyn
John Vanderlyn (18 tháng 10 năm 1775 - 23 tháng 9 năm 1852) là một họa sĩ tân cổ điển người Mỹ.

## Tiểu sử
Vanderlyn sinh ra tại Kingston, New York. Ông được làm công cho một người bán bản in khắc ở New York, và lần đầu tiên được hướng dẫn trong nghệ thuật bởi Archibald Robinson (1765-1835), một người Scotland, người đã được sau đó một trong những giám đốc của Học viện Mỹ thuật Hoa Kỳ. Ông đã đi đến Philadelphia, nơi ông đã dành thời gian trong phòng thu của Gilbert Stuart và sao chép một số bức chân dung Stuart, bao gồm cả một trong những tác phẩm của Aaron Burr, người đã đưa anh làm học trò của Gilbert Stuart.
Ông là một bảo trợ bởi Aaron Burr người vào năm 1796 gửi Vanderlyn Paris, nơi ông nghiên cứu trong năm năm. Ông trở lại Hoa Kỳ vào năm 1801 và sống ở nhà của Burr, lúc đó là Phó Chủ tịch, nơi ông đã vẽ chân dung nổi tiếng của Burr và con gái của ông. Năm 1802, ông đã vẽ hai quan cảnh của thác Niagara, được khắc và xuất bản tại London năm 1804. Ông trở lại Paris năm 1803, cũng đến thăm Anh vào năm 1805, nơi ông đã vẽ cái chết của Hoa hậu McCrea Joel Barlow. Vanderlyn sau đó đi đến Rome, nơi ông đã vẽ hình ảnh của mình Marius giữa những Ruins of Carthage, đã được thể hiện ở Paris, và được huy chương vàng Napoleon có. Thành công này khiến ông ở lại Paris trong bảy năm, trong thời gian ông khởi sắc đáng kể. Năm 1812, ông đã cho thấy một Ariadne khỏa thân (khắc của Durand, và bây giờ đặt trong Học viện Pennsylvania), làm tăng danh tiếng của mình. Khi Aaron Burr đã bỏ trốn đến Paris, Vanderlyn trong một thời gian là người hỗ trợ duy nhất của ông.
Vanderlyn trở về Hoa Kỳ vào năm 1815, và vẽ chân dung của người đàn ông nổi tiếng khác nhau, bao gồm cả Washington (cho Hạ viện Mỹ), James Monroe, John C. Calhoun, Thống đốc Joseph C. Yates, Thống đốc George Clinton, Andrew Jackson, và Zachary Taylor. Ông cũng trưng bày toàn cảnh và có một "Rotunda" được xây dựng ở thành phố New York hiển thị ảnh toàn cảnh của Paris, Athens, Mexico, Versailles (một mình), và một số chiến mảnh nhưng không phải của mình bức chân dung cũng như các bức tranh toàn cảnh mang lại cho anh thành công tài chính, một phần vì ông đã làm việc rất chậm.
Năm 1842, thông qua các ảnh hưởng bạn bè, ông đã được đưa vào Quốc hội Hoa Kỳ để vẽ Landing of Columbus. Bức tranh này sau đó được sao chép trong một khắc được sử dụng trên Columbian 2c Postage Issue năm 1893. Đi đến Paris, ông đã thuê một họa sĩ người Pháp, người được là đã thực hiện hầu hết các tác phẩm. Nó đã được khắc với tiền công 5 đô la. Ông qua đời trong cảnh nghèo khó ở Kingston, New York, ngày 23 tháng 9 năm 1852
Các công trình khác của ông bao gồm các bức chân dung của Monroe, và Robert R Livingston (New York lịch sử Xã hội).

## Tác phẩm
- Landing of Columbus